# Dichorragia peisistratus
Dichorragia peisistratus är en fjärilsart som beskrevs av Hans Fruhstorfer 1913. Dichorragia peisistratus ingår i släktet Dichorragia och familjen praktfjärilar. Inga underarter finns listade i Catalogue of Life.